# Präsidentschaftswahl in Kiribati 2012
Die Präsidentschaftswahl  in Kiribati 2012 fand am 13. Januar 2012 anschließend an die am  21. Oktober und 28. Oktober 2011 durchgeführte Parlamentswahl in Kiribati 2011 zum zehnten Maneaba ni Maungatabu für die Amtszeit von 2012 bis 2015 statt.
Der amtierende Präsident Anote Tong suchte dabei die Wiederwahl zu seiner dritten Amtsperiode und beendete eine längere Zeit der Spekulation über seine erneute Kandidaturentscheidung.

## Kandidaten
Am 25. November 2011 wurde in der ersten Parlamentssitzung Taomati T. Luta von der Regierungspartei BTK zum Sprecher wiedergewählt. Am gleichen Tag wurden vom Parlament drei Präsidentschaftskandidaten nominiert: der seit 2003 amtierende Anote Tong von der BTK, der Arzt und Politiker Tetaua Taitai und der ehemalige Führer der Partei Karikirakean Tei-Kiribati Rimeta Beniamina, Sohn des früheren Vizepräsidenten Beniamina Tiinga.

## Wahldatum
Der ursprüngliche auf den 30. Dezember 2011 angesetzte Wahltag wurde auf den 13. Januar 2012 verschoben, um den Wählern die Reisen von und zu den Heimatinseln anlässlich des Jahreswechsels zu ermöglichen.

## Wahlbeteiligung
Die Wahlbeteiligung in den 23 Wahlbezirken lag bei ungefähr 68 % der rund 40.000 registrierten Wähler. Sie lag somit höher als die ungefähr 50 % Wahlbeteiligung der Präsidentschaftswahl in Kiribati 2007, zu deren Boykott die damalige Opposition, darunter Tongs Bruder Harry Tong, aufgerufen hatte.

## Wahlergebnis
Präsident Tong wurde mit 42 % der Stimmen in seine dritte Amtsperiode von 2012 bis 2015 wiedergewählt und schlug damit Tetaua Taitai und Rimeta Beniamina, den Oppositionsführer des vorherigen Parlaments.
| Kandidaten                                       | Kandidaten       | Parteien                        | Stimmen | %    |
| ------------------------------------------------ | ---------------- | ------------------------------- | ------- | ---- |
|                                                  | Anote Tong       | Boutokaan Te Koaua (BTK)        | 14.315  | 42,2 |
|                                                  | Tetaua Taitai    | Kamaeuraoan Te I-Kiribati (KTK) | 11.886  | 35,0 |
|                                                  | Rimeta Beniamina | Maurin Kiribati Party (MKP)     | 7.738   | 22,8 |
| Gesamt                                           | Gesamt           | Gesamt                          | 33.939  | 100  |
|                                                  |                  |                                 |         |      |
| Wahlberechtigte                                  | Wahlberechtigte  | Wahlberechtigte                 | 49.910  |      |
|                                                  |                  |                                 |         |      |
| Quellen: Kiribati Online Community – IPU PARLINE |                  |                                 |         |      |

## Wahlergebnis nach Wahlbezirk
| Wahlbezirk (Insel/Atoll)                     | Anote Tong (Maiana) | Tetaua Taitai (Tabiteuea South) | Rimeta Beniamina (Nikunau) |
| -------------------------------------------- | ------------------- | ------------------------------- | -------------------------- |
| Teraina                                      | 412                 | 56                              | 166                        |
| Tabuaeran                                    | 409                 | 187                             | 137                        |
| Tamana                                       | 238                 | 9                               | 137                        |
| Arorae                                       | 421                 | 22                              | 22                         |
| Banaba                                       | 69                  | 20                              | 29                         |
| Makin                                        | 153                 | 272                             | 381                        |
| Kuria                                        | 175                 | 150                             | 81                         |
| Tabiteuea South                              | 121                 | 17                              | 411                        |
| Aranuka                                      | 195                 | 166                             | 87                         |
| Maiana                                       | 978                 | -                               | 4                          |
| Marakei                                      | 331                 | 537                             | 222                        |
| Nikunau                                      | 123                 | 550                             | 76                         |
| Abaiang                                      | 1.155               | 297                             | 379                        |
| Kiritimati                                   | 981                 | 396                             | 652                        |
| Tabiteuea North                              | 388                 | 50                              | 1.021                      |
| Tarawa North                                 | 687                 | 607                             | 775                        |
| Abemama                                      | 267                 | 279                             | 582                        |
| Nonouti                                      | 477                 | 84                              | 418                        |
| Beru                                         | 407                 | 106                             | 390                        |
| Onotoa                                       | 239                 | 36                              | 448                        |
| Butaritari                                   | 403                 | 387                             | 568                        |
| Tarawa South (Teinainano Urban Council, TUC) | 3.804               | 2.147                           | 3.158                      |
| Betio Town Council (BTC)                     | 1.882               | 1.363                           | 1.741                      |
| Gesamt                                       | 14.315              | 11.886                          | 7.738                      |
| Quelle: Kiribati Online Community            |                     |                                 |                            |